# Поречки партизански одред
Први Поречки партизански одред је партизанска јединица која је дјеловала на територији Вардарске Македоније. Одред је формиран 12. маја 1944. код Брода у Поречу. Војни командант је био Никола Макеларски, а политички комесар Бранислав Шикић. У одред су ушли борци из поречких села, а затим из села Јаболци и из Скопља..
Задатак одреда је био:
- да ствара базе у поречким селима и прикупља извештаје о активностима и кретању ЈВуО.
- да објасни становништву циљеве и успехе НОБ-а
- створити мрежу Народноослободилачких одбора и других органа НОБ-а у селима
- да прикупи оружје заостало из Првог светског рата
- да успостави сталне везе са најближом партизанском јединицом

Крајем августа одред је ушао у састав Поречке бригаде.